# مهلهل بن يموت
مهلهل بن يموت وهو أبو نضلة مهلهل بن يموت بن المزرع بن موسى بن سنان بن حكيم بن جبلة العبدي.

## تقييم شاعريته
شاعر مليح الشعر في الغزل وغيره، من المطبوعين في الشعر، والمنهمكين في الخلاعة واللعب والتطرح في مواطن اللهو والطرب، ملازمًا للحانات والديارات.

## أخمل ذكره المتنبي
ولم يترجم له، كونه ممن أخمل المتنبي ذكرهم من معاصريه،

## منشؤه وعصره
وهو بصري الأصل، سكن بغداد وسمع منه وكتب عنه شعره أو بعضه إبراهيم بن محمد المعروف بتوزون، وعده البعض من شعراء الدولة الاخشيدية بمصر، لأن له قصيدة في رثاء الإخشيد، وكان راوية للشعر، كأبيه.

## وفاته
توفي بعد سنة 334هـ- 946م.

## آثاره
- كتاب سرقات أبي نواس (طبع في القاهرة بتحقيق محمد مصطفى هدارة)
- كتاب محاسن شعر أبي نواس.